# Оротимару (Наруто)
Оротимару (яп. 大蛇丸) — вымышленный персонаж манги «Наруто», созданной Масаси Кисимото. В аниме и манге Оротимару — беглый ниндзя из деревни Конохагакурэ, известный своими способностями. Он является одним из трех Легендарных Саннинов и бывшим членом террористической организации «Акацуки». Он стремился к власти, проводил бесчеловечные эксперименты, чтобы найти способ обмануть смерть, и построил свою собственную деревню ниндзя Отогакурэ. Ему в какой-то степени удалось обрести бессмертие, сменяя тела, что стало одним из его движущих мотивов на протяжении всего сериала, поскольку он нацелился на Саскэ Утиху ради его генетического наследия. Хотя он был главным антагонистом в первой части манги, роль Оротимару была отодвинута на второй план организацией «Акацуки» до начала Четвёртой мировой войны ниндзя. К событиям Boruto: Naruto Next Generations он искупил свою вину и отправил своего искусственного сына Мицуки в Коноху, чтобы тот стал ниндзя, а сам иногда работает с Наруто (который стал Седьмым Хокагэ) и Саскэ. Оротимару появлялся в СМИ и за пределами аниме и манги «Наруто», в том числе в нескольких видеоиграх.
Основанный на японской мифологии, Оротимару был создан как один из главных антагонистов сериала и должен был представлять собой противоположность морали и ценностям главных героев. Его змееподобные черты внешности должны были облегчить читателю распознавание того, что он злодей. Оротимару озвучивают Кудзира в японской версии и Стив Блюм в английском дубляже. Несколько изданий аниме и манги хвалили и критиковали характер Оротимару. Рецензенты называют его одним из главных злодеев сериала за отсутствие искупительных качеств и открытую злобу. Среди читателей «Наруто» Оротимару является популярным персонажем, входящим в двадцатку лучших по результатам нескольких опросов. Было выпущено множество товаров с изображением Оротимару, включая фигурки, постеры и плюшевые куклы.
Этимологически имя «Оротимару» буквально означает «Мой змей», состоя из Ороти- «змей», -мару «мой» (устаревшее ласкательное местоимение для создания японских имён, фонетический вариант -маро).

## Создание и концепция
Большинство черт характера Оротимару были взяты из японской мифологии. Оротимару происходит из японской сказки «Дзирайя гокэцу моногатари», где он противостоит главному герою, который также появляется в Наруто как его бывший союзник. Он владеет мечом по имени Кусанаги, который, как говорят, связан с существом, известным как Ямата-но Ороти в японской мифологии. Ямата-но Ороти побежден богом Сусаноо, сцена, которая переосмыслена в манге и аниме: Оротимару использует технику под названием Ямата-но Ороти, но в конечном итоге терпит поражение от техники Сусаноо Итати Утихи.
Введение Оротимару в сериал было впервые предложено начальством Масаси Кисимото, чтобы повысить популярность сериала. Кисимото полагал, что сериал стал более индивидуальным на основе сюжетной арки «Экзамены на тюнина», и хотел, чтобы он закончился победой Сикамару Нары. Однако в конце концов он принял совет и ввёл Оротимару, прерывая развитие арки. В интервью Кисимото заявил, что создание «ярких» злодеев было одним из его «руководящих принципов», и объяснил это своим желанием дать злодеям «мощную аура». Когда его спросили, добр ли Оротимару по-прежнему, Кисимото ответил, что Оротимару «по-настоящему злой» и что он один из нескольких «безнадежно злых персонажей», появляющихся в сериале. Кисимото изначально планировал сделать Оротимару андрогинным, но сделал его более жутким из-за концепции, что он сильный антагонист. Из большинства персонажей писать Оротимару было труднее всего. Кисимото хотел, чтобы он был устрашающим противником, поэтому задавался вопросом, действительно ли это был способ заставить его казаться сильным: «Потом я начал думать, что это хорошо, он сильный и жуткий».
Следуя теме различения злодеев, Кисимото попытался сделать лицо Оротимару «бледным и болезненным», что подчеркивает «страшные взгляды», которые Оротимару выражает в манге. Типы природы Оротимару — огонь, земля и ветер. Кисимото изменяет внешний вид Оротимару и сцену, чтобы сосредоточиться на лице Оротимару; например, удаляет блики с волос или затемняет фон, чтобы создать «жуткую атмосферу».

## Появления
Оротимару выступает в роли главного антагониста первой части сериала. После того, как его родители были убиты, когда он был маленьким, единственным источником привязанности Оротимару был его учитель — Хирудзэн Сарутоби, Третий Хокагэ — и двое его товарищей по команде Став старше, Оротимару, Дзирайя и Цунадэ стали известны как Легендарные Саннины (яп. 伝説の三忍 Дэнсэцу-но Саннин) из-за их образцовых способностей ниндзя, проявленных во Второй Великой Войне Ниндзя во время битвы против Коменданта Деревни Дождя, Хандзо Саламандры. Многие из способностей Оротимару связаны со змеями, которых он призывает, чтобы сражаться с несколькими противниками, одновременно уберегая себя от опасности. Экспериментируя, он смог придать своему телу некоторые змеиные характеристики. В желании достичь бессмертия и изучить каждое дзюцу Оротимару разработал запрещённое дзюцу, крадущую тело её жертвы. Хотя он по сути бессмертен, Оротимару понимает, что этот процесс нельзя проводить чаще, чем раз в три года.
Оротимару жаждал большей силы, чем можно было получить от тренировок со своим учителем, и начал похищать жителей деревни Конохагакурэ для различных экспериментов, среди выживших жертв был Ямато. Не желая причинять вред Оротимару, узнав о его действиях, Хирудзэн позволил своему бывшему ученику сбежать и покинуть деревню. В конце концов Оротимару присоединяется к преступной организации «Акацуки» и становится партнёром другого ниндзя-изменника по имени Сасори. Однако, не сумев захватить тело Итати Утихи с помощью запрещённого дзюцу, чтобы получить сяринган, Оротимару был вынужден покинуть организацию. Затем Оротимару основал свою собственную деревню ниндзя, Отогакурэ, населённую преданными ему ниндзя. В основном они служат подопытными в его экспериментах по превращению в высшее существо и пешками, выполняющими его грязную работу.